# Cyrtopleura costata
Cyrtopleura costata is een tweekleppigensoort uit de familie Pholadidae. De wetenschappelijke naam van de soort werd gepubliceerd in 1758 door Carl Linnaeus als Pholas costatus in de tiende editie van Systema naturae.

## Verspreiding en leefgebied
Deze soort komt voor in de warme kustwateren van de Atlantische Oceaan bij Midden-Amerika. Hij graaft zich in tussen rotsen en in klei.